# Dicranomyia kermadecensis
Dicranomyia kermadecensis là một loài ruồi trong họ Limoniidae. Chúng phân bố ở miền Australasia.